# Lueders (Teksas)
Lueders je grad u američkoj saveznoj državi Teksas. Prema popisu stanovništva iz 2010. u njemu je živjelo 346 stanovnika.